# هالیدی پوکونو (پنسیلوانیا)
هالیدی پوکونو (به انگلیسی: Holiday Pocono) یک منطقهٔ مسکونی در ایالات متحده آمریکا است که در شهرستان کربن، پنسیلوانیا واقع شده‌است. هالیدی پوکونو ۶٫۱۸ کیلومتر مربع مساحت و ۴۷۶ نفر جمعیت دارد و ۵۰۳٫۲۳ متر بالاتر از سطح دریا واقع شده‌است.